# Selah (Washington)
Selah é uma cidade localizada no estado norte-americano de Washington, no Condado de Yakima.

## Demografia
Segundo o censo norte-americano de 2000, a sua população era de 6310 habitantes.
Em 2006, foi estimada uma população de 6947, um aumento de 637 (10.1%).

## Geografia
De acordo com o United States Census Bureau tem uma área de
11,4 km², dos quais 11,3 km² cobertos por terra e 0,1 km² cobertos por água. Selah localiza-se a aproximadamente 354 m acima do nível do mar.

## Localidades na vizinhança
O diagrama seguinte representa as localidades num raio de 8 km ao redor de Selah.